# Vila Nova de Foz Côa (freguesia)
Vila Nova de Foz Côa es una freguesia portuguesa del municipio de Vila Nova de Foz Côa, distrito de Guarda.

## Historia
El 28 de enero de 2013 las freguesias de Mós y Santo Amaro fueron suprimidas al pasar a formar parte de esta freguesia, en aplicación de una resolución de la Asamblea de la República de Portugal promulgada el 16 de enero de 2013.

## Demografía
| Gráfica de evolución demográfica de Vila Nova de Foz Cô entre 2011 y 2021 |
|                                                                           |
| Datos según el nomenclátor publicado por el INE portugués.                |